# Niederländische Fußballnationalmannschaft/Europameisterschaften
Der Artikel beinhaltet eine ausführliche Darstellung der niederländischen Fußballnationalmannschaft bei Europameisterschaften. Die niederländische Mannschaft konnte einmal den Titel gewinnen und lag vor der EM 2024 in der ewigen Bestenliste, nachdem sich die Niederländer für 2016 nicht qualifizieren konnten, auf dem sechsten Platz. Zusammen mit Belgien richteten die Niederländer 2000 die erste von zwei Ländern organisierte EM-Endrunde aus.

## Übersicht
Die Niederlande nahmen erstmals an der Qualifikation zur EM 1964 teil, scheiterten aber im Achtelfinale an Luxemburg. Erstmals gelang die Qualifikation für die Endrunde 1976 und danach mit Ausnahme von 1984 und 2016 für alle folgenden Endrunden.
| Jahr | Gastgeberland           | Teilnahme bis …    | Letzte(r) Gegner                            | Ergebnis      | Trainer          | Bemerkungen und Besonderheiten |
| ---- | ----------------------- | ------------------ | ------------------------------------------- | ------------- | ---------------- | --- |
| 1960 | Frankreich              | nicht teilgenommen |                                             |               |                  | |
| 1964 | Spanien                 | nicht qualifiziert |                                             |               |                  | Im Achtelfinale an Luxemburg gescheitert. |
| 1968 | Italien                 | nicht qualifiziert |                                             |               |                  | In der Qualifikation an Ungarn gescheitert, das sich aber ebenfalls nicht für die Endrunde qualifizieren konnte. |
| 1972 | Belgien                 | nicht qualifiziert |                                             |               |                  | In der Qualifikation an Vizeeuropameister Jugoslawien gescheitert, das sich aber ebenfalls nicht für die Endrunde qualifizieren konnte. |
| 1976 | Jugoslawien             | Spiel um Platz 3   | Jugoslawien                                 | Dritter       | George Knobel    | Im Halbfinale am späteren Europameister Tschechoslowakei in der Verlängerung gescheitert. |
| 1980 | Italien                 | Vorrunde           | Griechenland, Deutschland, Tschechoslowakei | 5.            | Jan Zwartkruis   | Nach je einem Sieg, einer Niederlage (gegen den späteren Europameister Deutschland) und einem Remis aufgrund der schlechteren Tordifferenz als Gruppendritter ausgeschieden |
| 1984 | Frankreich              | nicht qualifiziert |                                             |               |                  | In der Qualifikation aufgrund der weniger erzielten Tore am späteren Vizeeuropameister Spanien gescheitert. |
| 1988 | BR Deutschland          | Finale             | UdSSR                                       | Europameister | Rinus Michels    | Erster Titel für die Elftal. |
| 1992 | Schweden                | Halbfinale         | Dänemark                                    | 3.            | Rinus Michels    | Im Elfmeterschießen am späteren Europameister gescheitert. |
| 1996 | England                 | Viertelfinale      | Frankreich                                  | 8.            | Guus Hiddink     | Im Elfmeterschießen gescheitert. |
| 2000 | Niederlande und Belgien | Halbfinale         | Italien                                     | 3.            | Frank Rijkaard   | Im Elfmeterschießen gescheitert. |
| 2004 | Portugal                | Halbfinale         | Portugal                                    | 4.            | Dick Advocaat    | Erstes gewonnenes Elfmeterschießen im Viertelfinale gegen Schweden |
| 2008 | Österreich und Schweiz  | Viertelfinale      | Russland                                    | 5.            | Marco van Basten | Niederlage in der Verlängerung. |
| 2012 | Polen und Ukraine       | Vorrunde           | Dänemark, Deutschland, Portugal             | 15.           | Bert van Marwijk | Schlechteste Turnierbilanz in der Geschichte der Elftal – als amtierender Vize-Weltmeister mit drei Niederlagen in der Vorrunde ausgeschieden. Bert van Marwijk trat in der Folge als Bondscoach zurück. |
| 2016 | Frankreich              | nicht qualifiziert |                                             |               |                  | In der Qualifikation an Tschechien, Island und der Türkei gescheitert. |
| 2021 | Europa                  | Achtelfinale       | Tschechien                                  | 9.            | Frank de Boer    | Die Niederlande stellten mit der Amsterdam Arena eine Spielstätte für drei Gruppenspiele und ein Achtelfinalspiel, mussten sich aber qualifizieren, was am vorletzten Spieltag gelang. Sie konnten in der Gruppenphase alle Spiele in Amsterdam bestreiten und gewannen dort gegen Österreich, die Ukraine sowie Nordmazedonien, das sich über die Playoffs qualifizierte. Dabei erzielten sie die meisten Tore aller Teilnehmer. |
| 2024 | Deutschland             | Halbfinale         | England                                     | 3.            | Ronald Koeman    | Als Gruppenzweiter hinter Frankreich, vor Griechenland, Irland und Gibraltar qualifiziert. Gruppengegner bei der Endrunde waren wieder Frankreich, Österreich und Polen, eine Mannschaft, das sich im Februar über Play-off-Pfad A noch qualifizieren konnte. Im Achtelfinale wurde Rumänien mit 3:0 bezwungen. Gegner im Viertelfinale war die Türkei, gegen die mit 2:1 gewonnen wurde.                                         |

## Endrunden mit vier Teilnehmern

### EM 1960
Für die Fußball-Europameisterschaft 1960, die noch als „Europapokal der Nationen“ ausgetragen wurde, hatte der KNVB seine Nationalmannschaft nicht gemeldet.

### EM 1964
Vier Jahre später wollten dann auch die Niederländer teilnehmen und da mehr Mannschaften als 1960 teilnahmen, wurde dem Achtelfinale eine Vorrunde vorgeschaltet. In der Vorrunde trafen die seit 1957 von Elek Schwartz trainierten Niederländer auf die Schweiz. Nach einem 3:1 im Hinspiel, bei dem Anthonie van der Linden das erste EM-Qualifikationstor für die Niederländer erzielte, und einem 1:1 im Rückspiel standen sie im Achtelfinale gegen Luxemburg, das auf sein Heimrecht verzichtete. Hier endete das Hinspiel in Amsterdam nur 1:1, das Rückspiel in Rotterdam verloren sie dann überraschend mit 1:2. Luxemburg scheiterte im Viertelfinale an Dänemark nach einem Entscheidungsspiel in Amsterdam. Schwartz blieb zunächst im Amt, wechselte aber im Mai 1964 zu Benfica Lissabon.

### EM 1968
Für die Fußball-Europameisterschaft 1968 wurden in der Qualifikation erstmals Gruppenspiele angesetzt. Die Niederländer mussten gegen Ungarn, Dänemark und die DDR antreten. Die nun vom Deutschen Georg Keßler trainierten Niederländer blieben in den Heimspielen ungeschlagen, konnten allerdings nur gegen Dänemark und die DDR gewinnen, verloren aber alle Auswärtsspiele. Damit reichte es nur zum dritten Platz. Gruppensieger Ungarn scheiterte im Viertelfinale an der Sowjetunion. Am 7. September 1966, im ersten Qualifikationsspiel, wurde gegen Ungarn in Rotterdam ein 19-jähriger Spieler namens Johan Cruyff erstmals in einem Länderspiel eingesetzt, der sogleich sein erstes Länderspieltor erzielte und acht Jahre später zu einem der Stars der WM 1974 werden sollte. Da Cruyff in seinem zweiten Länderspiel und damit als erster niederländischer Spieler in einem Länderspiel des Feldes verwiesen wurde und vom Verband mit einer einjährigen Sperre belegt wurde, durfte er erst am 13. September 1967 gegen die DDR wieder eingesetzt werden. Bereits in der zweiten Minute erzielte er den 1:0-Siegtreffer, konnte aber beim letzten Spiel in Dänemark die 2:3-Niederlage nicht verhindern. Keßler behielt zunächst das Amt des Bondscoach, wechselte aber Anfang 1970 zu Sparta Rotterdam.

### EM 1972
Für die EM-Endrunde 1972 konnten sich die nun von František Fadrhonc trainierten Niederländer auch noch nicht qualifizieren. In einer Gruppe mit Jugoslawien, wieder der DDR und Luxemburg, das als einzige Mannschaft der Gruppe kein Spiel gewann, wurde die Qualifikation durch Niederlagen in der DDR und Jugoslawien verpasst. Johan Cruyff kam nur in den Spielen gegen Luxemburg (2 Tore beim 6:0 und 3 Tore beim 8:0) und die DDR (kein Tor beim 3:2) zum Einsatz. Am Ende hatten die Niederländer zwar – auch dank Cruyff – die meisten Tore erzielt, aber der zweite Platz reichte nicht. Auch diesmal scheiterte der Gruppensieger (Jugoslawien) im Viertelfinale an der Sowjetunion. Fadrhonc blieb im Amt und konnte sich mit der Mannschaft für die WM 1974 qualifizieren. Mit Rinus Michels wurde er dann aber einem Supervisor untergeordnet.

### EM 1976
1976 wurde die Endrunde letztmals mit vier Mannschaften ausgetragen, die Niederländer konnten sich nach dem zweiten Platz bei der WM, die sie erstmals seit 1938 wieder erreicht hatten, nun auch für die EM-Endrunde qualifizieren. Trainiert wurden sie nun von Georg Knobel, der nach der WM 1974 das Amt des Bondscoach übernommen hatte. Dabei setzten sie sich gegen Italien und den WM-Dritten Polen sowie Finnland dank der mehr erzielten Tore vor Polen durch. Im Viertelfinale wurde der Nachbar Belgien mit 5:0 und 2:1 ausgeschaltet.
Am 16. Juni 1976 trafen sie in Zagreb in ihrem ersten EM-Endrundenspiel auf die Tschechoslowakei, die England in der Qualifikation ausgeschaltet hatte. Da noch weitgehend der Stamm der WM erhalten geblieben war, galten sie nun neben Titelverteidiger und Weltmeister Deutschland als Favorit. Der tschechoslowakische Verteidiger Anton Ondruš erzielte aber bereits nach 20 Minuten die Führung. Die Niederländer griffen in einem mehr als harten Spiel permanent an, doch erst ein Eigentor von Ondruš in der 73. Minute brachte Oranje in die Verlängerung. Nachdem zwei Rote Karten gegen Johan Neeskens und Willem van Hanegem (dagegen stand eine Rote Karte für den Slowaken Jaroslav Pollák) die niederländische Mannschaft dezimiert hatten, erzielten die Tschechoslowaken in der 114. Minute durch ihren Stürmerstar Zdeněk Nehoda und drei Minuten später durch František Veselý die Treffer zum 3:1-Sieg. Im anschließenden Spiel um Platz 3 gegen Gastgeber Jugoslawien wurde dann Kapitän Johan Cruyff nicht eingesetzt. Diesmal konnten die Niederländer in Führung gehen, wobei Ruud Geels als erster Niederländer ein EM-Tor erzielte. Aber nach dem 2:0 in der 39. Minute mussten sie noch vor der Pause den Anschlusstreffer und in der 82. Minute den Ausgleich hinnehmen und erneut in die Verlängerung. In der 107. Minute gelang dann Geels mit seinem zweiten Tor der Siegtreffer zum 3:2. Knobel, der die Mannschaft als in sich gespalten betrachtete, hatte bereits vor dem Turnier seinen Rücktritt eingereicht. Sein Nachfolger wurde Jan Zwartkruis, der sich in den folgenden Jahren mehrmals mit Ernst Happel abwechselte, der die Mannschaft dann auch bei der WM 1978 coachte.

## Endrunden mit acht Teilnehmern

### EM 1980
In der Qualifikation für die Europameisterschaft in Italien, die erstmals mit acht Mannschaften ausgetragen wurde, trafen die Niederländer, die 1978 wieder das WM-Finale verloren hatten und seit 1977 ohne Johan Cruyff auskommen mussten, in der Gruppe wieder auf Polen und die DDR sowie die Schweiz und Island. Die nach der WM wieder von Jan Zwartkruis trainierten Niederländer konnten zwar beide Spiele gegen Polen nicht gewinnen (0:2 in Polen und 1:1 im Heimspiel), da die Polen aber in der DDR mit 1:2 verloren und daheim nur 1:1 gegen die DDR spielten, hatten die Niederländer am Ende einen Punkt mehr und qualifizierten sich als Gruppensieger für die Endrunde.
Bei der Endrunde fand nun erstmals eine Gruppenphase statt, bei der je 4 Mannschaften einmal gegen jede andere spielten und die beste Mannschaft jeder Gruppe direkt das Finale erreichte, während die zweitbeste Mannschaft das letztmals ausgetragene Spiel um Platz 3 bestritt. Die Niederlande traf im ersten Spiel auf EM-Neuling Griechenland und gewann durch einen von Kees Kist verwandelten Foulelfmeter mit 1:0. Im zweiten Spiel gegen Deutschland lagen sie nach 65 Minuten durch drei Tore von Klaus Allofs mit 0:3 zurück. Johnny Rep mit einem Tor durch Foulelfmeter und Willy van de Kerkhof konnten es dann zwar noch einmal spannend machen, die Niederlage aber nicht mehr abwenden. Im letzten Spiel gegen Titelverteidiger Tschechoslowakei mussten sie daher gewinnen, um noch das Spiel um Platz 3 zu erreichen, kamen aber nur zu einem 1:1. Damit standen die Tschechoslowaken aufgrund der besseren Tordifferenz – sie hatten gegen Griechenland mit 3:1 gewonnen und die EM-Finalrevanche gegen Deutschland mit 0:1 verloren – im Spiel um Platz 3 und gewannen es gegen durch Elfmeterschießen gegen Gastgeber Italien. Zwartkuis blieb zunächst bis Anfang 1981 im Amt, ihm folgten dann abwechselnd Rob Baan und Kees Rijvers.

### EM 1984
Für die Europameisterschaft in Frankreich konnten sich die von Kees Rijvers trainierten Niederlande dann, für die nächsten 32 Jahre letztmals, nicht qualifizieren. In der Qualifikations-Gruppe mit Spanien, Irland, Island und Malta wurden die Spanier aufgrund der mehr erzielten Tore bei gleicher Punktzahl und Tordifferenz Gruppenerster. Mitentscheidend dafür war ein 1:1 der Niederländer im ersten Qualifikationsspiel in Island. Spanien erreichte dann in Frankreich das Finale, verlor dieses aber gegen den Gastgeber. Rijvers blieb zunächst im Amt und legte auch den Grundstein für den niederländischen EM-Titel 1988, nach dem ersten verlorenen Qualifikationsspiel zur WM 1986 endete aber seine Amtszeit als Bondscoach. Ihm folgten abwechselnd Rinus Michels und Leo Beenhakker, denen es aber auch nicht gelang, die Elftal zur WM 1986 zu führen.

### EM 1988

Startaufstellungen im Finale

Für die Europameisterschaft in Deutschland mussten sich die Niederlande gegen Griechenland, Ungarn, Polen und Zypern qualifizieren. Den Niederländern gelang dies unter Rinus Michels mit sechs Siegen und zwei Remis ohne Niederlage. Dabei hatten sie Glück, dass sie nach einem Spielabbruch im Spiel gegen Zypern, als der zyprische Torhüter beim Stand von 8:0 für die Niederländer von einer Rauchbombe getroffen wurde, nur zu einem Wiederholungsspiel unter Ausschluss der Öffentlichkeit verdonnert wurden, das mit 4:0 gewonnen wurde.
In Deutschland wurden sie in eine Gruppe mit England, Irland und der UdSSR gelost. Das Auftaktspiel mussten die Niederländer gegen die UdSSR bestreiten und verloren mit 0:1. Im zweiten Spiel gegen die Engländer gewannen die Niederländer dann durch drei Tore von Marco van Basten mit 3:1 und gewannen anschließend auch das letzte Spiel gegen aufopferungsvoll kämpfende Iren mit 1:0, das der in der 50. Minute eingewechselte Wim Kieft erst acht Minuten vor Spielschluss erzielte. Damit standen sie im Halbfinale gegen die Gastgeber. Zwischen beiden Mannschaften bestand seit dem WM-Finale 1974 eine besondere Rivalität. Als entscheidend für den Ausgang wurde das Duell zwischen dem deutschen Manndecker Jürgen Kohler und dem niederländischen Stürmer Marco van Basten angesehen. Nach einer torlosen ersten Halbzeit erhielt die deutsche Mannschaft nach einem Foul an Jürgen Klinsmann einen Elfmeter, den Kapitän Lothar Matthäus in der 55. Minute verwandeln konnte. In der 74. Minute brachte Kohler van Basten im deutschen Strafraum zu Fall und diesmal wurde auf Elfmeter für die Niederlande entschieden. Ronald Koeman verwandelte diesen Elfmeter zum Ausgleich. Nach einem langen Pass von Jan Wouters gelang van Basten in der 88. Minute der 2:1-Siegtreffer für die Niederlande. Die Niederländer und die UdSSR trafen sich damit im Finale wieder, in dem sich die Niederländer für die Vorrundenniederlage revanchierten und erstmals Europameister wurden. Die Niederländer waren damit die erste Mannschaft, die nach einer Auftaktniederlage Europameister wurden. Marco van Basten wurde mit fünf Toren auch Torschützenkönig des Turniers und mit insgesamt 7 Toren zusammen mit dem Italiener Alessandro Altobelli und dem Belgier Nico Claesen bester Torschütze des Gesamtwettbewerbs. Zwei Jahre später konnte sich die deutsche Mannschaft bei der WM 1990 revanchieren, die Niederländer im Achtelfinale ausschalten und danach zum dritten Mal Weltmeister werden. Rinus Michels beendete nach dem EM-Triumph zunächst wieder seine Tätigkeit als Bondscoach. Seinen Nachfolgern Thijs Libregts und Nol de Ruiter gelang es dann zwar die Mannschaft zur WM 1990 zu führen, dort war aber Beenhakker verantwortlich – und weniger erfolgreich.

### EM 1992
Als Titelverteidiger mussten sich die Niederländer – anders als zu der Zeit die Weltmeister für die Weltmeisterschaften – auch für die nächste EM-Endrunde qualifizieren. In der Qualifikation trafen die nach dem Achtelfinalaus bei der WM nun wieder von Rinus Michels trainierten Niederländer auf Griechenland, Portugal, Finnland und Malta. Die Niederländer starteten zwar mit einer Niederlage in Portugal, setzten sich am Ende aber wieder durch, Portugal als Zweiter und die Griechen als Dritte hatten das Nachsehen.
Für die Endrunde wurden sie in eine Gruppe mit Weltmeister Deutschland, der Mannschaft der Gemeinschaft Unabhängiger Staaten (GUS), die nach dem endgültigen Zerfall der Sowjetunion deren Nachfolge angetreten hatte, und den erstmals qualifizierten Schotten gelost. Im ersten Spiel gegen die Schotten rannten sie 74 Minuten erfolglos an, dann gelang Dennis Bergkamp der 1:0-Siegtreffer. Im zweiten Spiel gegen die GUS kamen sie nur zu einem torlosen Remis. Im letzten Gruppenspiel führten sie dann zeitweise Weltmeister Deutschland vor und gewannen mit 3:1. Deutschland, das zuvor gegen die GUS durch ein last-minute-Tor nur ein 1:1 erreicht und die Schotten mit 2:0 besiegt hatte, profitierte dann davon, dass die bereits ausgeschiedenen Schotten die GUS mit 3:0 besiegten. Die Deutschen und die Niederlande als Gruppensieger standen damit im Halbfinale, die Niederlande traf auf Dänemark. Die Dänen waren erst kurz vor dem Start der Endrunde für die aufgrund von UN-Sanktionen als Folge der Jugoslawienkriege ausgeschlossenen Jugoslawen nachnominiert worden. Die meisten dänischen Spieler hatten – da sie nicht mit einer Teilnahme rechneten – nach dem Saisonende der nationalen Ligen schon ihren Urlaub angetreten. In Schweden trafen die Dänen daher ohne große Vorbereitung ein, erreichten aber durch einen Sieg im letzten Spiel gegen Frankreich als Gruppenzweiter überraschend das Halbfinale, galten aber als Außenseiter. Gegen die Niederländer gingen sie aber in der 5. Minute durch Henrik Larsen in Führung. Nach dem zwischenzeitlichen Ausgleich durch Dennis Bergkamp erzielte Larsen in der 32. Minute auch den zweiten Treffer für die Dänen. In der zweiten Halbzeit drängten die Niederländer auf den Ausgleich, den schließlich Frank Rijkaard in der 86. Minute erzielte. Nach torloser Verlängerung kam es zum Elfmeterschießen, wobei der lediglich Marco van Basten vergab. Für die favorisierten Niederländer war damit die EM beendet und Michels beendete endgültig seine Tätigkeit als Bondscoach. Sein Nachfolger wurde sein Co-Trainer Dick Advocaat. Dennis Bergkamp wurde zusammen mit drei anderen Spielern, darunter auch Larsen, Torschützenkönig der EM. Die Dänen standen aber überraschend im Finale, wo sie für die nächste Überraschung sorgten und mit 2:0 gegen Weltmeister Deutschland gewannen.

## Endrunden mit 16 Teilnehmern

### EM 1996

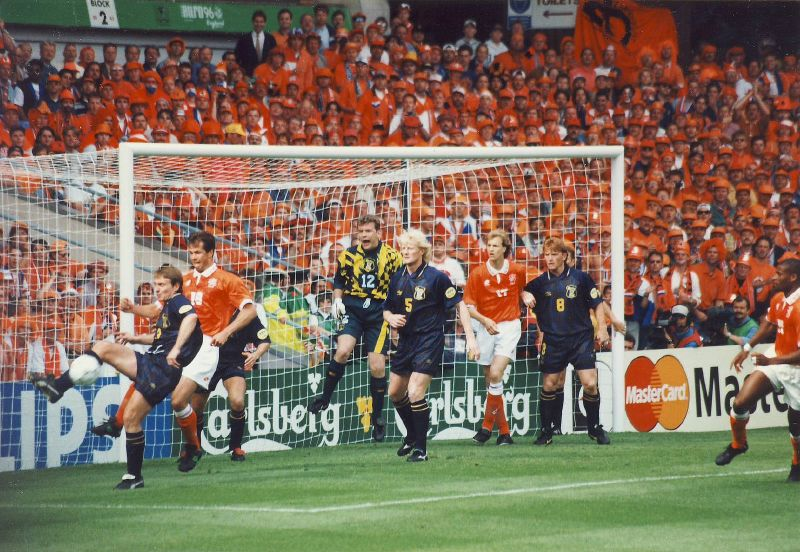
Szene aus dem Auftaktspiel gegen die Schotten

Für die EM 1996 hatten sich die Niederlande sowie England, Griechenland, Österreich und Portugal beworben. Dabei stand bei der Ausschreibung noch nicht fest, dass das Turnier erstmals mit 16 Mannschaften ausgetragen werden sollte. Am 5. Mai 1992 erhielt aber England den Zuschlag und war damit automatisch für die Endrunde qualifiziert. Die Niederländer mussten sich dagegen sportlich qualifizieren. In die Qualifikation gingen sie noch mit Advocat, der aber im Januar 1995 zur PSV Eindhoven wechselte. Ihm folgte Guus Hiddink. Die Qualifikation gelang allerdings nur über den Umweg der Playoffspiele. Zunächst hatten sie hinter Tschechien, das nach der Aufspaltung der Tschechoslowakei erstmals teilnahm, nur den zweiten Platz in der Qualifikationsgruppe belegt. Auf die Plätze verwiesen wurden Norwegen, Belarus, das auch erstmals teilnahm, Luxemburg und Malta. Entscheidend für das Verpassen der direkten Qualifikation war neben der Niederlage in Tschechien auch eine Niederlage in Belarus. Immerhin gelang am letzten Spieltag durch ein 3:0 gegen den direkten Konkurrenten Norwegen noch der Sprung auf den zweiten Platz. Allerdings waren sie nur siebtbester Gruppenzweiter und mussten gegen den schlechtesten Gruppenzweiten Irland auf „neutralem“ Platz in Liverpool ein Playoff-Spiel bestreiten. Dieses gewannen sie mit 2:0 durch zwei Tore von Patrick Kluivert, den Nachfolger von Marco van Basten auf der Mittelstürmerposition.
Bei der Auslosung der Gruppen wurden die Niederländer den Engländern, Schotten und den erstmals qualifizierten Schweizern zugelost. Mit Jordi Cruyff stand nun wieder ein Cruyff, der Sohn von Johan Cruyff im Kader. Im Auftaktspiel gegen Schottland reichte es nur zu einem torlosen Remis, gegen die Schweiz folgte dann ein 2:0 und gegen die Engländer ein 1:4. Damit waren sie vom Ergebnis des Spiels zwischen Schotten und Schweizern abhängig. Da den Schotten nur ein 1:0 gelang, womit sie bei gleicher Punktzahl und Tordifferenz weniger Tore als die Niederländer erzielt hatten, standen die Niederländer im Viertelfinale. Dort trafen sie auf Frankreich und da beide Mannschaften in 120 Minuten kein Tor erzielten, musste das Elfmeterschießen entscheiden. Während alle fünf Franzosen trafen, scheiterte von den Niederländern Clarence Seedorf am französischen Torhüter Bernard Lama. Für die Niederländer war damit die EM beendet, die Franzosen scheiterten dann im Halbfinale an den Tschechen, ebenfalls im Elfmeterschießen, die damit im Finale gegen Deutschland standen, dies durch ein Golden Goal aber verloren.

### EM 2000
Für die EM 2000 mussten sich die Niederländer dann nicht qualifizieren. Zusammen mit Belgien hatten sie sich um die Austragung beworben, die ihnen am 18. Januar 1998 zugesprochen wurde. Damit wurde erstmals eine EM in zwei Ländern ausgetragen.
Bei der Auslosung der Gruppen waren sie zusammen mit Belgien, Titelverteidiger Deutschland und Spanien gesetzt. Zugelost wurden ihnen Weltmeister Frankreich, Vizeeuropameister Tschechien und Dänemark. Trainiert wurden die Niederländer seit 1998 vom ehemaligen Nationalspieler Frank Rijkaard, für den nur der Einzug ins Finale von Bedeutung war. Im Auftaktspiel gegen Tschechien mussten sie bis zur 89. Minute warten, dann wurde Ronald de Boer im tschechischen Strafraum gefoult. Sein Bruder Frank verwandelte den Elfmeter zum 1:0-Siegtreffer. Der bereits ausgewechselte Radoslav Látal war mit der Entscheidung nicht einverstanden, protestierte lautstark auf der Bank und erhielt damit als erster Spieler auf der Bank die Rote Karte. Im letzten Gruppenspiel gegen Weltmeister Frankreich ging es dann um den Gruppensieg – beide waren schon für das Viertelfinale qualifiziert. In einem abwechslungsreichen Spiel gewannen die Niederländer mit 3:2 und hatten damit erstmals alle drei Gruppenspiele gewonnen.
Gegner im Viertelfinale war die Mannschaft der Bundesrepublik Jugoslawien. Mit 6:1 gelang den Niederländern ihr höchster EM-Sieg, wobei Patrick Kluivert allein drei Tore erzielte. Im Halbfinale war dann Italien der Gegner. Beiden Mannschaften gelang in 120 Minuten kein Tor, obwohl die Niederländer sogar zwei Elfmeter zugesprochen bekamen und seit der 34. Minute nach der Gelb-roten Karte für Gianluca Zambrotta in Überzahl spielten. Und auch im damit fälligen Elfmeterschießen besserte sich dies nicht: ein Italiener sowie die Niederländer Frank de Boer, Jaap Stam und Paul Bosvelt verschossen. Auf Seiten der Niederländer traf nur EM-Torschützenkönig Patrick Kluivert. Die Italiener standen damit erstmals seit 1968 wieder im Finale, verloren dieses aber durch ein Golden Goal gegen Weltmeister Frankreich. Rijkaard trat nach dem Halbfinalaus als Bondscoach zurück, sein Nachfolger wurde Louis van Gaal, dessen Amtszeit aber nach der verpassten Qualifikation für die WM 2002 endete.

### EM 2004

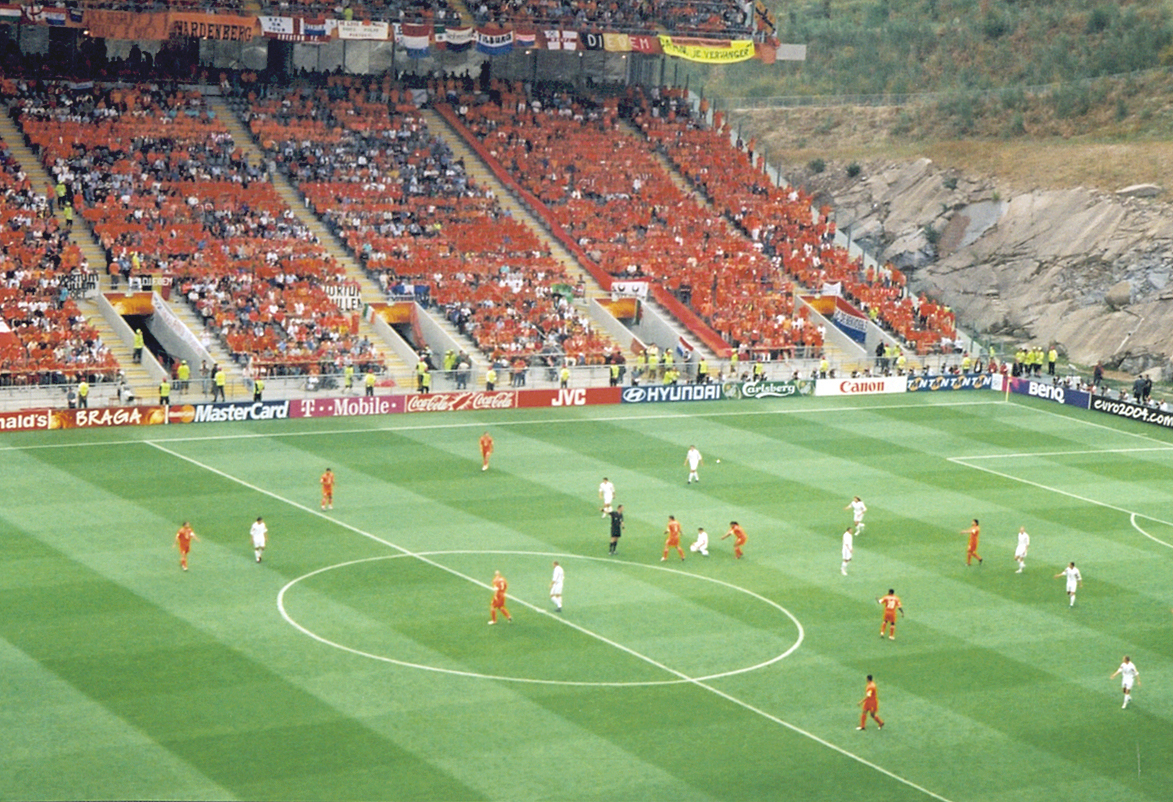
Oranje-Fans beim Spiel gegen Lettland

In der Qualifikation für die EM 2004 trafen die Niederländer, die nun wieder von Dick Advocaat trainiert wurden, auf Tschechien, Österreich, Moldau und Belarus. Wie acht Jahre zuvor wurde wieder nur der zweite Platz hinter Tschechien belegt, da im Heimspiel gegen Tschechien nur ein 1:1 gelang und am vorletzten Spieltag in Tschechien mit 1:3 verloren wurde. Damit mussten sie erneut in die Playoffs der Gruppenzweiten und trafen dabei auf Schottland. Nach einem 0:1 in Glasgow konnten sie das Rückspiel in Amsterdam mit 6:0 gewinnen, wobei der neue Mittelstürmer Ruud van Nistelrooy allein drei Tore erzielte.
In Portugal wurden ihnen die Tschechen wieder als Gruppengegner zugelost, zudem Vizeweltmeister und Rekordeuropameister Deutschland, der aber seit dem Finalsieg 1996 kein EM-Spiel mehr gewonnen hatte, ferner EM-Neuling Lettland, der sich in den Playoffs überraschend gegen den WM-Dritten Türkei durchgesetzt hatte. Gegen Deutschland erkämpften die Niederländer nach 0:1-Rückstand ein 1:1 durch ein Tor von Ruud van Nistelrooy in der 81. Minute. Da das Spiel gegen Tschechien trotz 2:0-Führung mit 2:3 verloren ging, konnten die Niederländer aber das Viertelfinale im letzten Spiel gegen Lettland nicht mehr aus eigener Kraft erreichen. Trotz Unruhe im Team, die aus der Kritik an Trainer Dick Advocaat herrührte, gewannen sie mit 3:0 gegen Lettland und profitierten dann von der deutschen Niederlage gegen die bereits für das Viertelfinale qualifizierten Tschechien. Im Viertelfinale war dann Schweden der Gegner, das sich zusammen mit Dänemark gegen Italien durchgesetzt hatte. Nach 120 torlosen Minuten konnten die Niederländer erstmals im Elfmeterschießen fünf Elfmeter verwandeln – allerdings bei insgesamt sechs Versuchen. Da aber die Schweden nur vier von sechs verwandeln konnten, hatten die Niederländer erstmals ein Elfmeterschießen gewonnen. Im Halbfinale war Gastgeber Portugal der Gegner und erzielte drei Tore, davon eins für die Niederländer. Damit waren die Niederländer zum vierten Mal im Halbfinale gescheitert, Advocaat trat zurück und Marco van Basten wurde sein Nachfolger. Ruud van Nistelrooy war zusammen mit dem Engländer Wayne Rooney mit vier Toren zweitbester Torschütze des Turniers und zusammen mit dem Slowene Ermin Šiljak (der alle Tore in der Qualifikation erzielte) mit jeweils neun Toren bester Torschütze des Gesamtwettbewerbs. Portugal stand erstmals im Finale, verlor dieses aber überraschend ebenso wie zuvor das Eröffnungsspiel gegen Griechenland.

### EM 2008

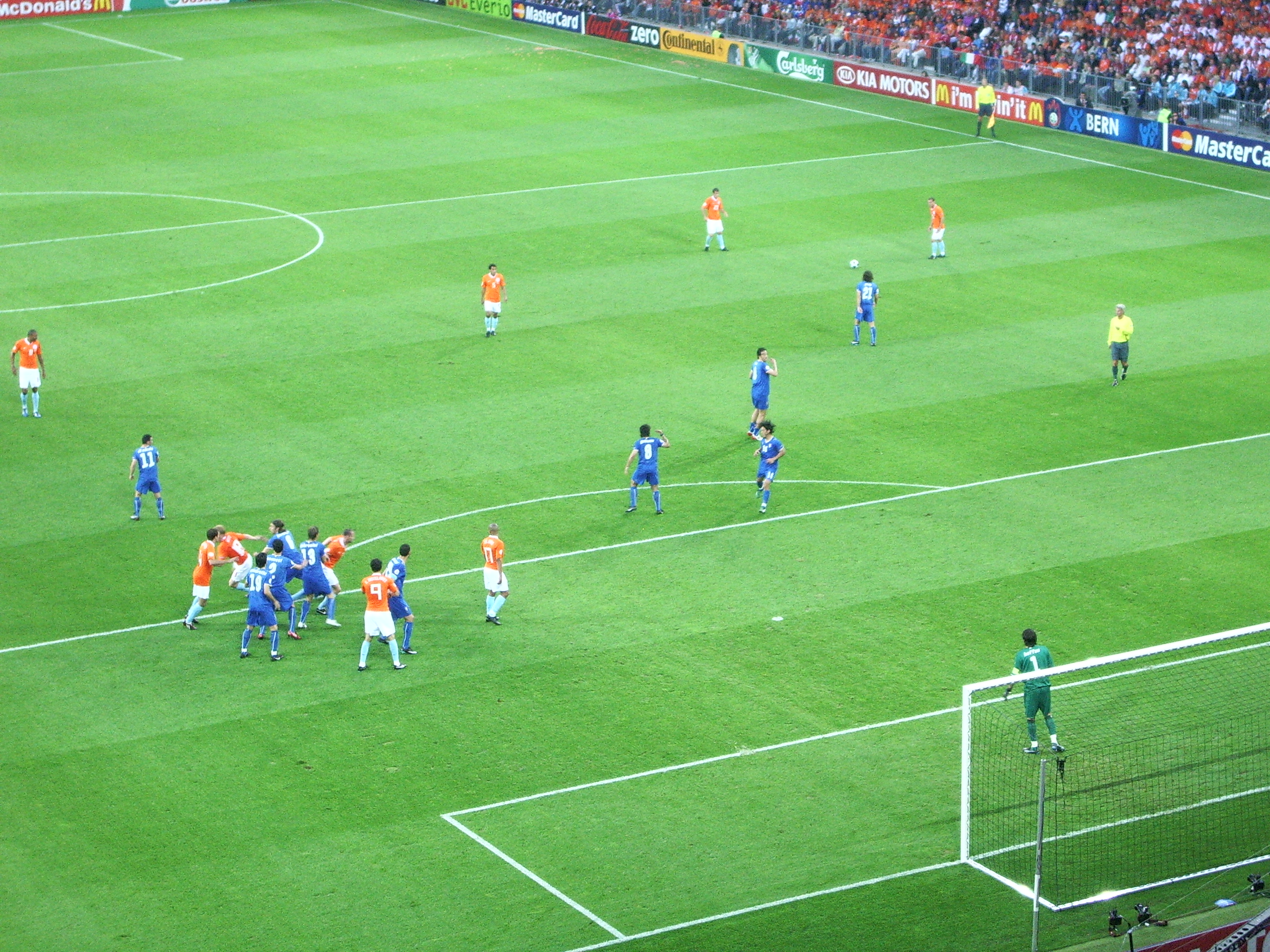
Szene aus dem Auftaktspiel gegen Italien

In der Qualifikationsgruppe G für die EM 2008 trafen die Niederländer auf Rumänien, Bulgarien, Belarus, Albanien, Slowenien und mal wieder Luxemburg. Die Niederländer verloren in Rumänien und Belarus, wogegen die Rumänen nur in Bulgarien verloren und am Ende mit drei Punkten Vorsprung die Gruppe gewannen. Als Gruppenzweiter waren die Niederländer aber diesmal direkt ohne Playoffspiele qualifiziert.
Bei der Endrunde, die wieder in zwei Ländern stattfand, wurden sie in eine Todesgruppe mit Weltmeister Italien, Vizeweltmeister Frankreich sowie dem Gruppengegner Rumänien gelost. Zum Auftakt gelang ihnen mit einem 3:0 der bis heute höchste Sieg gegen Italien und bis 2014 höchste Sieg gegen einen amtierenden Weltmeister. Mit einem 4:1 gegen Frankreich qualifizierten sie sich für das Viertelfinale und übernahmen die Favoritenrolle. Gegen Rumänien wurden dann zwar einige Stammspieler geschont, aber dennoch mit 2:0 gewonnen. Im Viertelfinale trafen sie dann auf Russland, das vom Niederländer Guus Hiddink trainiert wurde. Nach einer torlosen ersten Halbzeit gelang als erstes den Russen ein Tor, das Ruud van Nistelrooy erst in der 86. Minute egalisieren konnte. In der Verlängerung mussten sie dann zwei Gegentore hinnehmen und schieden aus, woraufhin van Basten wie schon zuvor angekündigt zurücktrat und Bert van Marwijk das Amt des Bondscoach übernahm. Russland unterlag dann im Halbfinale dem späteren Europameister Spanien mit 0:3.

### EM 2012

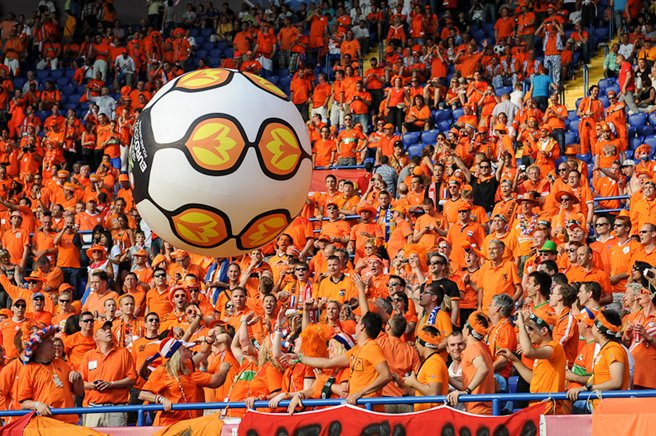
Oranje Fans beim Spiel gegen Dänemark

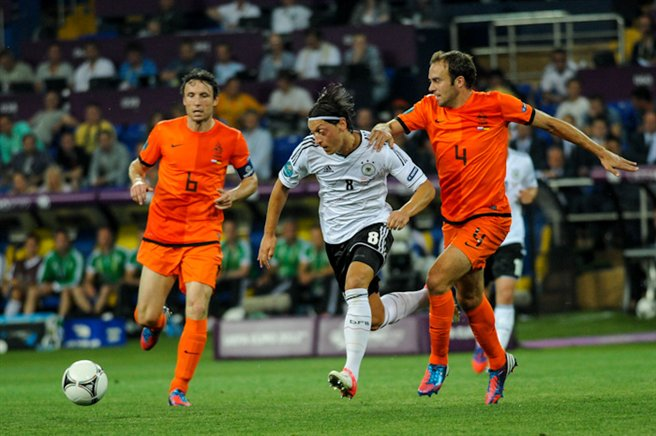
Szene aus dem Spiel gegen Deutschland mit Kapitän Mark van Bommel (li.), Mesut Özil (mi.) und Joris Mathijsen (re.)

Nach der Niederlage im WM-Finale gegen Europameister Spanien gelang dann die Qualifikation für die EM 2012 als Gruppensieger. In einer Gruppe mit Schweden, Ungarn, Finnland, Moldau und San Marino gelangen neun Siege und nur das letzte Spiel in Schweden, nachdem die Qualifikation als Gruppensieger schon feststand, wurde verloren. Zudem gelang auch mit dem 11:0 gegen San Marino der höchste Länderspielsieg. Klaas-Jan Huntelaar wurde mit seinen in der Qualifikation erzielten 12 Toren bester Torschütze des gesamten Wettbewerbs.
Bei der Endrunde, die wieder in zwei Ländern stattfand, wurden die Niederländer in eine Todesgruppe mit dem WM-Dritten Deutschland, der in der Qualifikation als einzige Mannschaft 10 Spiele gewonnen hatte, Portugal und Dänemark gelost. Im Auftaktspiel verloren sie überraschend gegen Dänemark mit 0:1. Nach einem 1:2 gegen Deutschland im zweiten Spiel mussten sie das letzte Spiel gegen Portugal gewinnen, um bei einer Niederlage der Dänen gegen Deutschland noch das Viertelfinale zu erreichen. Zwar leisteten die Deutschen Schützenhilfe und Rafael van der Vaart brachte die Niederländer bereits nach 11 Minuten gegen Portugal in Führung, aber Cristiano Ronaldo drehte mit zwei Toren das Spiel. Damit waren die Niederländer erstmals ohne Sieg in der Vorrunde ausgeschieden. Gruppensieger Deutschland scheiterte im Halbfinale an Italien, der Gruppenzweite Portugal an Titelverteidiger Spanien. Nach dem EM-Aus trat Bondscoach Bert van Marwijk zurück, sein Nachfolger wurde Louis van Gaal, der aber nur bis zur WM 2014 im Amt blieb, bei der die Niederländer Dritter wurden.

## Endrunden mit 24 Teilnehmern

### EM 2016
An der EM nahmen erstmals 24 Mannschaften teil. Für die Auslosung der Qualifikationsgruppen, die am 23. Februar 2014 erfolgte, waren die Niederländer in Topf 1 gesetzt. Die Niederlande wurde in Gruppe A gelost. Aus den anderen Töpfen wurden zugelost: mal wieder Tschechien, die Türkei, Lettland, Island und erstmals Kasachstan.
Die beiden Gruppenersten qualifizierten sich direkt für die EM-Endrunde. Wäre die drittplatzierte Mannschaft bester Gruppendritter geworden, hätte sie sich ebenfalls direkt qualifiziert. Die übrigen Gruppendritten spielten in Playoffs vier weitere Teilnehmer aus.
Die zunächst wieder von Guus Hiddink trainierten Niederländer verloren das erste Spiel in Tschechien und auch das dritte Spiel in Island. Durch Siege gegen Kasachstan und Lettland sowie einem Remis gegen die Türkei lagen sie nach der Hälfte der Spiele auf Platz 3. Obwohl das letzte Spiel vor der Sommerpause gegen Lettland gewonnen wurde, trat Hiddink am 29. Juni 2015 von seinem Posten zurück. Ihm folgte sein vorheriger Assistent Danny Blind. In seinen ersten beiden Spielen verlor die Elftal aber daheim gegen Island mit 0:1 und in der Türkei mit 0:3, so dass in den beiden noch offenen Spielen die Qualifikation aus eigener Kraft nicht mehr möglich war. Mit einem 2:1 in Kasachstan am vorletzten Spieltag wurde zwar der Punktabstand zu den Türken gehalten, die Elftal war aber nun auf die Hilfe Islands angewiesen, das am letzten Spieltag in der Türkei gewinnen musste um den Niederländern noch den Weg in die Playoffs zu öffnen – sofern diese ihr Heimspiel gegen die bereits qualifizierten Tschechen gewinnen. Da sowohl die Isländer in der Türkei als auch die Niederländer gegen die Tschechen in Überzahl verloren, schieden die Niederländer als Gruppenvierter aus. Immerhin gelang Robin van Persie sein 50. Länderspieltor – allerdings unterlief ihm auch ein Eigentor zum zwischenzeitlichen 0:3.

### EM 2021
Für die erste paneuropäische EM-Endrunde hatten sich auch die Niederländer mit der Amsterdam Arena um die Austragung von Spielen beworben und erhielten den Zuschlag für drei Gruppenspiele und ein Achtelfinalspiel. Wie die anderen Ausrichter und übrigen Bewerber mussten sich auch die Niederländer qualifizieren. Nachdem sie die vorherige EM-Endrunde verpasst hatten, konnte sie sich auch nicht für die WM 2018 qualifizieren. Im März 2018 wurde der frühere Nationalspieler Ronald Koeman neuer Bondscoach. Unter ihm konnten sich die Niederländer in der UEFA Nations League 2018/19 gegen die Weltmeister von 2014 und 2018, Deutschland und Frankreich durchsetzen. Deutschland war auch Gegner in der im März 2019 begonnenen Qualifikation für die EM. Weitere Gegner waren Nordirland, Belarus und Estland. Die Niederländer begannen mit einem 4:0-Heimsieg gegen Belarus, verloren dann aber das Heimspiel gegen Deutschland mit 2:3. Dabei hatten sie bereits nach 34 Minuten mit 0:2 zurückgelegen, in der zweiten Halbzeit das Spiel aber ausgleichen können, mussten dann aber in der letzten Spielminute noch den dritten Gegentreffer hinnehmen. Das Rückspiel in Hamburg konnten sie aber mit 4:2 gewinnen. Es folgten Siege in Estland (4:0), gegen Nordirland (3:1, nach 0:1-Rückstand und zwei Toren in der Nachspielzeit) und in Belarus (2:1). Durch ein torloses Remis in Nordirland qualifizierten sich die Niederländer dann am vorletzten Spieltag für die Endrunde. Damit verspielten sie aber den Gruppensieg, da die Deutschen beide Spiele gegen Nordirland, Estland und Belarus gewannen.
Schon vor der Auslosung am 30. November 2019 wurde den Niederländern, die alle Gruppenspiele in Amsterdam bestreiten konnten, die Ukraine als Gruppengegner zugeordnet. Zugelost wurden Österreich und der Sieger eines Playoff-Wegs. Dies wurde dann Nordmazedonien, das sich damit erstmals für ein großes Turnier qualifizieren konnte. Die Niederländer starteten mit einem 3:2-Sieg gegen die Ukraine und konnten auch die Spiele gegen Österreich (2:0) und Nordmazedonien (3:0) gewinnen, womit sie die meisten Tore aller Teilnehmer in der Vorrunde schossen. Im Achtelfinale verloren die Niederländer in Budapest gegen Tschechien mit 0:2 und schieden somit aus dem Turnier aus.

### EM 2024
Für die zweite EM in Deutschland qualifizierten sich die Niederländer, die seit Januar 2023 zum zweiten Mal von Ronald Koeman trainiert werden, als Gruppenzweite hinter Frankreich, vor Griechenland, Irland und Gibraltar. Die Niederländer verloren beide Spiele gegen Frankreich, konnten aber alle Spiele gegen die anderen Gegner gewinnen. Als zweitbester Gruppenzweiter wurden sie bei der Auslosung der Endrundengruppen am 1. Dezember 2003 Topf 3 zugeordnet und hätten so in eine Gruppe mit Gastgeber Deutschland gelost werden können. Gruppengegner bei der Endrunde wurden wieder Frankreich, Österreich und eine Mannschaft, die sich im Februar über Play-off-Pfad A noch qualifizieren konnte, was den Polen gelang. Gegen diese wurde das Auftaktspiel bei der Endrunde mit 2:1 gewonnen. Nach einem torlosen Remis gegen Frankreich, wurde gegen Österreich mit 2:3 verloren, so dass die Niederländer nur Gruppendritte wurden. Als bester Gruppendritter trafen sie auf Rumänien, das in einer Gruppe mit vier punktgleichen Mannschaften aufgrund der besten Tordifferenz Gruppensieger geworden war. Nach einer ausglichenen Anfangsphase setzten sich die Niederländer immer mehr durch und gewannen am Ende mit 3:0, womit sie als einziger Gruppendritter das Viertelfinale erreicht haben und dort auf die Türkei trafen. Die Niederländer setzten sich nach Rückstand mit 2:1 durch und trafen im Halbfinale auf England. Hier gingen sie bereits in der siebten Minute durch das erste EM-Tor von Xavi Simons mit 1:0 in Führung. diese hielt aber nur elf Minuten, denn nach VAR-Entscheid erhielten die Engländer einen Strafstoß, den Harry Kane zum Ausgleich nutzte. Dabei blieb es bis in die 90. Minute, dann gelang dem neun Minuten zuvor eingewechselten Ollie Watkins der Siegtreffer für die Engländer, womit die Niederländer zum fünften Mal im Halbfinale verloren.

## Spieler mit den meisten Einsätzen bei Europameisterschaften

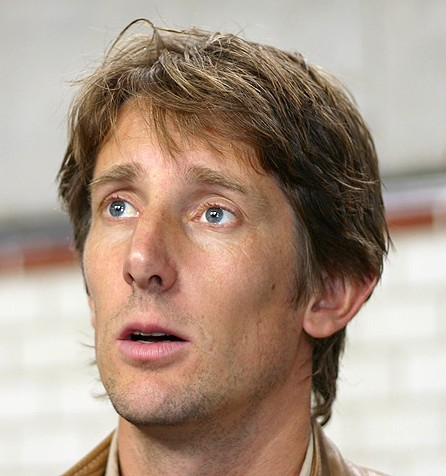
Edwin van der Sar, niederländischer Spieler mit den meisten EM-Spielen

| Spiele | Spieler                  | Jahr (Spiele)                          |
| ------ | ------------------------ | -------------------------------------- |
| 16     | Edwin van der Sar        | 1996 (4), 2000 (4), 2004 (5), 2008 (3) |
| 13     | Dennis Bergkamp          | 1992 (4), 1996 (4), 2000 (5)           |
|        | Phillip Cocu             | 1996 (3), 2000 (5), 2004 (5)           |
| 12     | Edgar Davids             | 1996 (2), 2000 (5), 2004 (5)           |
| 11     | Giovanni van Bronckhorst | 2000 (3), 2004 (5), 2008 (3)           |
| 10     | Michael Reiziger         | 1996 (4), 2000 (2), 2004 (4)           |
|        | Clarence Seedorf         | 1996 (4), 2000 (2), 2004 (4)           |
|        | Memphis Depay            | 2021 (4), 2024 (6)                     |
|        | Stefan de Vrij           | 2021 (4), 2024 (6)                     |
|        | Wout Weghorst            | 2021 (4), 2024 (6)                     |
| 9      | Marco van Basten         | 1988 (5) 1992 (4)                      |
|        | Frank de Boer            | 1992 (2), 2000 (5), 2004 (2)           |
|        | Hans van Breukelen       | 1980 (0), 1988 (5) 1992 (4)            |
|        | Ruud Gullit              | 1988 (5) 1992 (4)                      |
|        | Patrick Kluivert         | 1996 (4) 2000 (5), 2004 (0)            |
|        | Ronald Koeman            | 1988 (5) 1992 (4)                      |
|        | Frank Rijkaard           | 1988 (5) 1992 (4)                      |
|        | Arjen Robben             | 2004 (4), 2008 (2), 2012 (3)           |
|        | Jaap Stam                | 2000 (4) 2004 (5)                      |
|        | Adri van Tiggelen        | 1988 (5) 1992 (4)                      |
|        | Rafael van der Vaart     | 2004 (3) 2008 (3), 2012 (3)            |
|        | Aron Winter              | 1988 (0) 1992 (2), 1996 (4), 2000 (3)  |
|        | Denzel Dumfries          | 2021 (4), 2024 (5)                     |

Stand: 10. Juli 2024

## Spieler mit den meisten Toren bei Europameisterschaften
| Tore | Spieler             | Jahr (Tore)                            |
| ---- | ------------------- | -------------------------------------- |
| 6    | Patrick Kluivert    | 1996 (1), 2000 (5), 2004 (0)           |
|      | Ruud van Nistelrooy | 2004 (4), 2008 (2)                     |
| 5    | Marco van Basten    | 1988 (5), 1992 (0)                     |
| 4    | Dennis Bergkamp     | 1992 (3), 1996 (1), 2000 (0), 1996 (0) |
| 3    | Georginio Wijnaldum | 2021 (3)                               |
|      | Memphis Depay       | 2021 (2), 2024 (1)                     |
|      | Cody Gakpo          | 2024 (3)                               |
| 2    | 13 Spieler          |                                        |
| 1    | 16 Spieler          |                                        |

Stand: 10. Juli 2024

## Bei Europameisterschaften gesperrte Spieler
- 1976 erhielten Johan Neeskens und Wim van Hanegem im Halbfinale die Rote Karte und waren für das Spiel um Platz 3 gesperrt.
- 1988 erhielt Jan Wouters im Finale die zweite Gelbe Karte, da das Turnier damit beendet war, hatte diese keinen Effekt.
- 2000 erhielt Giovanni van Bronckhorst im zweiten Gruppenspiel die zweite Gelbe Karte und war für das letzte Gruppenspiel gesperrt. Im Halbfinale erhielt Edgar Davids ebenfalls die zweite Gelbe Karte und wäre für das Finale gesperrt gewesen wenn die Niederländer im Elfmeterschießen besser gezielt hätten.
- 2004 erhielt John Heitinga im zweiten Gruppenspiel die Gelb-rote Karte und war für das letzte Gruppenspiel gesperrt.
- 2012 erhielt Jetro Willems im letzten Gruppenspiel eine zweite Gelbe Karte, da die Niederländer ausschieden hatte sie keinen Effekt.
- 2021 erhielt Matthijs de Ligt im Achtelfinal gegen Tschechien in der 55. Minute die rote Karte.

## Anteil der im Ausland spielenden Spieler im EM-Kader
Legionäre spielten bis 1996 im Kader immer nur eine sehr geringe Rolle, zumeist waren es herausragende Spieler, die ins Ausland gewechselt waren. Danach stellten sie das Hauptkontingent.
| Jahr (Spiele) | Anzahl (Länder)                                                                                   | Spieler (Einsätze) |
| ------------- | ------------------------------------------------------------------------------------------------- | --- |
| 1976 (2)      | 3 (in Spanien)                                                                                    | Johan Cruyff (1), Johan Neeskens (1), Johnny Rep (1) |
| 1980 (3)      | 4 (1 in Belgien, 1 in England, 1 in Frankreich, 1 in Kanada)                                      | Arie Haan (3); Frans Thijssen (2); Johnny Rep (2); Ruud Krol (3) |
| 1988 (5)      | 5 (2 in Belgien, 2 in Italien, 1 in Spanien)                                                      | Adri van Tiggelen (5), Erwin Koeman (4); Ruud Gullit (5), Marco van Basten (5); Frank Rijkaard (5) |
| 1992 (3)      | 6 (1 in Belgien, 1 in Deutschland, 3 in Italien, 1 in Spanien)                                    | Eric Viscaal (1); Jan Wouters (4); Ruud Gullit (4), Frank Rijkaard (4), Marco van Basten (4); Ronald Koeman (4) |
| 1996 (4)      | 6 (1 in Deutschland, 1 in England, 1 in Frankreich, 2 in Italien, 1 in Spanien)                   | Youri Mulder (1); Dennis Bergkamp (4); Richard Witschge (4); Aron Winter (4); Clarence Seedorf (4); Jordi Cruyff (4) |
| 2000 (5)      | 16 (5 in England, 3 in Italien, 1 in Schottland, 7 in Spanien)                                    | Dennis Bergkamp (5), Ed de Goey (0), Marc Overmars (5), Jaap Stam (4), Sander Westerveld (3); Edgar Davids (5), Edwin van der Sar (4), Clarence Seedorf (2); Arthur Numan (2); Frank de Boer (5), Ronald de Boer (3), Phillip Cocu (5), Patrick Kluivert (5), Roy Makaay (2), Michael Reiziger (2), Boudewijn Zenden (5)                                                                                    |
| 2004 (5)      | 17 (1 in Deutschland, 4 in England, 3 in Italien, 1 in Schottland, 7 in Spanien, 1 in der Türkei) | Roy Makaay (3); Paul Bosvelt (1), Ruud van Nistelrooy (5), Edwin van der Sar (5), Boudewijn Zenden (1); Andy van der Meyde (4), Clarence Seedorf (4), Jaap Stam (5); Frank de Boer (2); Giovanni van Bronckhorst (5), Phillip Cocu (5), Edgar Davids (5), Patrick Kluivert (0); Marc Overmars (3), Michael Reiziger (4), Sander Westerveld (0); Pierre van Hooijdonk (2)                                    |
| 2008 (4)      | 13 (3 in Deutschland, 5 in England, 1 in Schottland, 4 in Spanien)                                | Nigel de Jong (3), Joris Mathijsen (3), Rafael van der Vaart (3); Wilfred Bouma (2), Dirk Kuyt (4), Mario Melchiot (1), André Ooijer (3), Robin van Persie (4), Edwin van der Sar (3); Jan Vennegoor of Hesselink (1); Khalid Boulahrouz (4), Ruud van Nistelrooy (3), Arjen Robben (2), Wesley Sneijder (3)                                                                                                |
| 2012 (3)      | 16 (3 in Deutschland, 7 in England, 3 in Italien, 1 in Portugal, 2 in Spanien)                    | Khalid Boulahrouz (0), Klaas-Jan Huntelaar (3), Arjen Robben (3); John Heitinga (2), Nigel de Jong (3), Tim Krul (0), Dirk Kuyt (2), Robin van Persie (0), Rafael van der Vaart (3), Michel Vorm (0); Mark van Bommel (2), Wesley Sneijder (3), Maarten Stekelenburg (3); Stijn Schaars (0); Ibrahim Afellay (3), Joris Mathijsen (2)                                                                       |
| 2021 (4)      | 13 (1 in Deutschland, 5 in England, 1 in Frankreich, 3 in Italien, 1 in Russland, 2 in Spanien)   | Wout Weghorst (4); Patrick van Aanholt (4), Nathan Aké (2), Tim Krul, Joël Veltman (1), Georginio Wijnaldum (4); Memphis Depay (4); Matthijs de Ligt (3), Marten de Roon (3), Stefan de Vrij (4); Quincy Promes (2); Frenkie de Jong (4), Luuk de Jong (2) |
| 2024 (6)      | 20 (6 in Deutschland, 7 in England, 4 in Italien, 1 in Saudi-Arabien, 2 in Spanien)               | Jeremie Frimpong (3), Matthijs de Ligt (0), Ian Maatsen (0), Donyell Malen (4), Xavi Simons (6), Wout Weghorst (6); Nathan Aké (6), Virgil van Dijk (6), Mark Flekken (0), Cody Gakpo (6), Ryan Gravenberch (0), Micky van de Ven (4), Bart Verbruggen (6); Denzel Dumfries (5), Tijjani Reijnders (6), Stefan de Vrij (6), Joshua Zirkzee (2); Georginio Wijnaldum (3); Daley Blind (1), Memphis Depay (6) |

Stand: 10. Juli 2024

## Rekorde

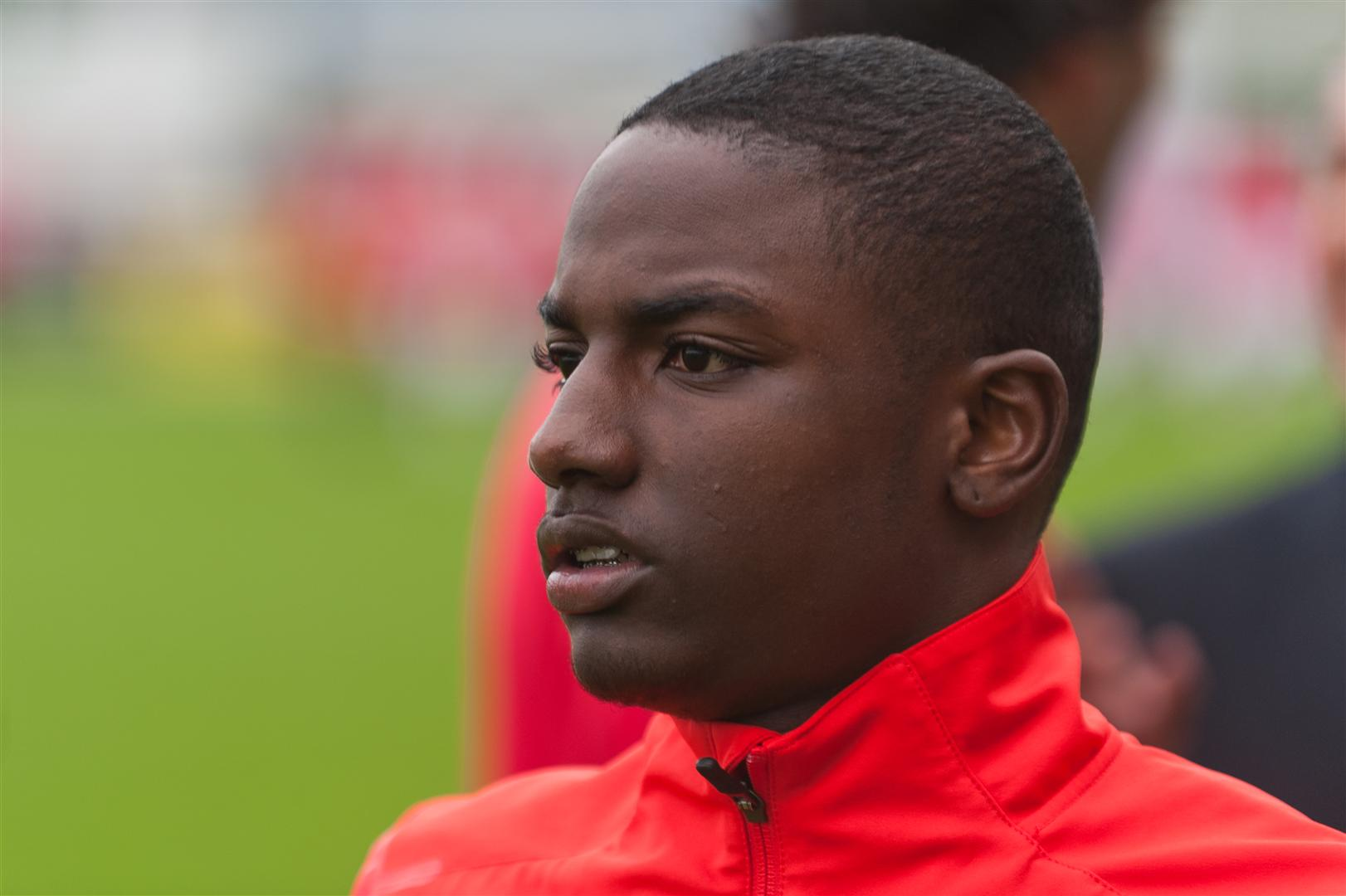
Jetro Willems, bis 2021 jüngster EM-Spieler

- Bis 2021 jüngster EM-Spieler war der Niederländer Jetro Willems, der 2012 im Alter von 18 Jahren und 71 Tagen sein erstes EM-Spiel machte.
- Die längsten Siegesserien: 5 Siege (ohne Elfmeterschießen) in Folge gelangen Niederlande (1988 bis 1992), Frankreich (1984) und Tschechien (2000 bis 2004). Spanien konnte während der EM 2008 6 Siege feiern (inkl. einem Sieg im Elfmeterschießen).
- Höchster Sieg in einem Viertelfinale: Niederlande – BR Jugoslawien 6:1 (2000)
- Erstes Eigentor: Anton Ondruš am 16. Juni 1976 im Halbfinalspiel Tschechoslowakei – Niederlande zum zwischenzeitlichen 1:1 (Endstand 3:1)
- Torschützenkönige:
  - 1988: Marco van Basten 5 Tore
  - 1992: Dennis Bergkamp zusammen mit drei anderen Spielern, je 3 Tore
  - 2000: Patrick Kluivert zusammen mit Savo Milošević (Jugoslawien), je 5 Tore

- Bester Torschütze in der Qualifikation:
  - 2012: Klaas-Jan Huntelaar (12 Tore)

- Gegen folgende Länder gelangen die höchsten Siege bei EM-Turnieren:
  -  Italien: Vorrunde 2008 - 3:0
  -  BR Jugoslawien: Viertelfinale 2000 - 6:1 (höchster EM-Sieg)
  -  Sowjetunion: Finale 1988 2:0 (zudem ein 2:0 und 3:1 in Freundschaftsspielen)

- Gegen folgende Mannschaften kassierte die niederländische Mannschaft ihre höchsten Niederlagen bei EM-Turnieren:
  -  Russland: Viertelfinale 2008 - 1:3 n. V.
  -  Sowjetunion: Vorrunde 1988 - 0:1 (zudem ein 1:2 in einem Freundschaftsspiel)

### Negativrekorde
- Meiste Platzverweise: 3 im Halbfinalspiel 1976 Tschechoslowakei – Niederlande – Jaroslav Pollák (60.), Johan Neeskens (76.), Willem van Hanegem (115.)
- Die meisten verlorenen Elfmeterschießen: England (4 von 6), die Niederlande und die Schweiz (je 3 von 4), Italien (3 von 7)

## Spiele
Die Niederländer bestritten bisher 45 EM-Spiele, davon wurden 23 gewonnen, 13 verloren und neun endeten remis. Sieben Spiele mussten verlängert werden und davon wurde eins normal und eins im Elfmeterschießen gewonnen, zwei normal und drei im Elfmeterschießen verloren.
Die Niederländer nahmen einmal 1976 am ersten Spiel der EM teil, hatten bisher acht Heimspiele und spielten viermal gegen den Gastgeber (1976 im Spiel um Platz 3, 1988 und 2004 im Halbfinale sowie 1996 in der Vorrunde).
Die Niederländer spielten einmal (1980 in der Vorrunde) gegen den Titelverteidiger und viermal (1976 und 1992 im Halbfinale, 1980 und 2000 in der Vorrunde) gegen den späteren Europameister. Dreimal (1992, 2000 und 2008) spielten sie gegen den aktuellen Weltmeister und gewannen jedes Mal.
| Alle EM-Spiele |            |                       |                      |                  |   |                     |                                                                                               |
| Nr.            | Datum      | Gegner                | Ergebnis             | Anlass           |   | Austragungsort      | Bemerkungen                                                                                   |
| 1              | 16.06.1976 | Tschechoslowakei      | 1:3 n. V.            | Halbfinale       | * | Zagreb (YUG)        |                                                                                               |
| 2              | 19.06.1976 | Jugoslawien           | 3:2 n. V.            | Spiel um Platz 3 | A | Zagreb (YUG)        | Letztes Länderspiel unter Georg Knobel                                                        |
| 3              | 11.06.1980 | Griechenland          | 1:0                  | Vorrunde         | * | Neapel (ITA)        |                                                                                               |
| 4              | 14.06.1980 | BRD                   | 2:3                  | Vorrunde         | * | Neapel (ITA)        |                                                                                               |
| 5              | 17.06.1980 | Tschechoslowakei (TV) | 1:1                  | Vorrunde         | * | Mailand (ITA)       |                                                                                               |
| 6              | 12.06.1988 | Sowjetunion           | 0:1                  | Vorrunde         | * | Köln (BRD)          |                                                                                               |
| 7              | 15.06.1988 | England               | 3:1                  | Vorrunde         | * | Düsseldorf (BRD)    |                                                                                               |
| 8              | 18.06.1988 | Irland                | 1:0                  | Vorrunde         | * | Gelsenkirchen (BRD) |                                                                                               |
| 9              | 21.06.1988 | BRD                   | 2:1                  | Halbfinale       | A | Hamburg (BRD)       |                                                                                               |
| 10             | 25.06.1988 | Sowjetunion           | 2:0                  | Finale           | * | München (BRD)       | Erster Titelgewinn, letztes Länderspiel in der dritten Amtszeit von Rinus Michels             |
| 11             | 12.06.1992 | Schottland            | 1:0                  | Vorrunde         | * | Göteborg (SWE)      |                                                                                               |
| 12             | 15.06.1992 | GUS                   | 0:0                  | Vorrunde         | * | Göteborg (SWE)      | 100. Unentschieden der Niederlande, einziges Spiel gegen die GUS                              |
| 13             | 18.06.1992 | Deutschland           | 3:1                  | Vorrunde         | * | Göteborg (SWE)      | 1000. Länderspieltor der Niederlande durch Dennis Bergkamp                                    |
| 14             | 22.06.1992 | Dänemark              | 2:2 n. V.; 4:5 i. E. | Halbfinale       | * | Göteborg (SWE)      | Letztes Länderspiel unter Rinus Michels                                                       |
| 15             | 10.06.1996 | Schottland            | 0:0                  | Vorrunde         | * | Birmingham (ENG)    |                                                                                               |
| 16             | 13.06.1996 | Schweiz               | 2:0                  | Vorrunde         | * | Birmingham (ENG)    |                                                                                               |
| 17             | 18.06.1996 | England               | 1:4                  | Vorrunde         | A | London (ENG)        |                                                                                               |
| 18             | 22.06.1996 | Frankreich            | 0:0 n. V.; 4:5 i. E. | Viertelfinale    | * | Liverpool (ENG)     |                                                                                               |
| 19             | 11.06.2000 | Tschechien            | 1:0                  | Vorrunde         | H | Amsterdam           |                                                                                               |
| 20             | 16.06.2000 | Dänemark              | 3:0                  | Vorrunde         | H | Rotterdam           |                                                                                               |
| 21             | 21.06.2000 | Frankreich            | 3:2                  | Vorrunde         | H | Amsterdam           |                                                                                               |
| 22             | 25.06.2000 | BR Jugoslawien        | 6:1                  | Viertelfinale    | H | Rotterdam           |                                                                                               |
| 23             | 29.06.2000 | Italien               | 0:0 n. V.; 1:3 i. E. | Halbfinale       | H | Amsterdam           | Letztes Länderspiel unter Frank Rijkaard                                                      |
| 24             | 15.06.2004 | Deutschland           | 1:1                  | Vorrunde         | * | Porto (PRT)         |                                                                                               |
| 25             | 19.06.2004 | Tschechien            | 2:3                  | Vorrunde         | * | Aveiro (PRT)        |                                                                                               |
| 26             | 23.06.2004 | Lettland              | 3:0                  | Vorrunde         | * | Braga (PRT)         | Erstes Länderspiel gegen Lettland                                                             |
| 27             | 26.06.2004 | Schweden              | 0:0 n. V.; 5:4 i. E. | Viertelfinale    | * | Faro/Loulé (PRT)    | Erstes gewonnenes Elfmeterschießen 112. und letztes Länderspiel von Frank de Boer             |
| 28             | 30.06.2004 | Portugal              | 1:2                  | Halbfinale       | A | Lissabon (PRT)      |                                                                                               |
| 29             | 09.06.2008 | Italien               | 3:0                  | Vorrunde         | * | Bern (SUI)          | Höchster Sieg gegen Italien                                                                   |
| 30             | 13.06.2008 | Frankreich            | 4:1                  | Vorrunde         | * | Bern (SUI)          |                                                                                               |
| 31             | 17.06.2008 | Rumänien              | 2:0                  | Vorrunde         | * | Bern (SUI)          |                                                                                               |
| 32             | 21.06.2008 | Russland              | 1:3 n. V.            | Viertelfinale    | * | Basel (SUI)         | Letztes Länderspiel unter Marco van Basten, höchste Niederlage gegen Russland                 |
| 33             | 09.06.2012 | Dänemark              | 0:1                  | Vorrunde         | * | Charkiw (UKR)       |                                                                                               |
| 34             | 13.06.2012 | Deutschland           | 1:2                  | Vorrunde         | * | Charkiw (UKR)       |                                                                                               |
| 35             | 17.06.2012 | Portugal              | 1:2                  | Vorrunde         | * | Charkiw (UKR)       | Erstes EM-Aus als Gruppenletzter mit 3 Niederlagen Letztes Länderspiel unter Bert van Marwijk |
| 36             | 13.06.2021 | Ukraine               | 3:2                  | Vorrunde         | H | Amsterdam           |                                                                                               |
| 37             | 17.06.2021 | Österreich            | 2:0                  | Vorrunde         | H | Amsterdam           |                                                                                               |
| 38             | 21.06.2021 | Nordmazedonien        | 3:0                  | Vorrunde         | H | Amsterdam           |                                                                                               |
| 39             | 27.06.2021 | Tschechien            | 0:2                  | Achtelfinale     | * | Budapest            | Letztes Spiel unter Frank de Boer                                                             |
| 40             | 16.06.2024 | Polen                 | 2:1                  | Vorrunde         | * | Hamburg (DEU)       |                                                                                               |
| 41             | 21.06.2024 | Frankreich            | 0:0                  | Vorrunde         | * | Leipzig (DEU)       |                                                                                               |
| 42             | 25.06.2024 | Österreich            | 2:3                  | Vorrunde         | * | Berlin (DEU)        |                                                                                               |
| 43             | 02.07.2024 | Rumänien              | 3:0                  | Achtelfinale     | * | München (DEU)       |                                                                                               |
| 44             | 06.07.2024 | Türkei                | 2:1                  | Viertelfinale    | * | Berlin (DEU)        |                                                                                               |
| 45             | 10.07.2024 | England               | 1:2                  | Halbfinale       | * | Dortmund (DEU)      |                                                                                               |

### Bilanz gegen die anderen Europameister bei Europameisterschaften
- Deutschland: 5 Spiele, 2 Siege, 1 Remis, 2 Niederlagen, 9:8 Tore
- Tschechoslowakei/Tschechien: 4 Spiele, 1 Sieg, 1 Remis, 2 Niederlagen, 5:7 Tore
- UdSSR/GUS/Russland: 4 Spiele, 1 Sieg, 1 Remis, 2 Niederlagen, 3:4 Tore
- Frankreich: 4 Spiele, 2 Siege, 2 Remis (1× im Elfmeterschießen verloren) 7:3 Tore (4:5 i. E.)
- Dänemark: 3 Spiele, 1 Sieg, 1 Remis (im Elfmeterschießen verloren), 1 Niederlage, 5:3 Tore (4:5 i. E.)
- Italien: 2 Spiele, 1 Sieg, 1 Remis (im Elfmeterschießen verloren) 3:0 Tore (1:3 i. E.)
- Portugal: 2 Spiele, 2 Niederlagen, 2:4 Tore
- Griechenland: 1 Spiel, 1 Sieg, 1:0 Tore
- Spanien: 0 Spiele